# Ливија Брито
Ливија Брито Пестана (шп. Livia Brito Pestana; Сијего де Авила, 21. јул 1986) мексичка је глумица кубанског порекла. 

## Tеленовеле
| Година:    | Српски назив:  | Оригинални назив: | Улога:                                                      |
| ---------- | -------------- | ----------------- | ----------------------------------------------------------- |
| 2025.      | /              |                   | Алба Паласиос Салватијера де Каранса                        |
| 2023.      | /              |                   | Емилија Санчез Гузман/Тигрица/Викторија Алказар/"Газдарица" |
| 2022.      | /              |                   | Лусија Аризменди Диаз/Лусија Аризменди Мадригал де Ортега   |
| 2021-2022. | /              |                   | Фернанда Линарес Ортиз де Тоскано                           |
| 2019-2020. | /              |                   | Рехина Виљасењор Хил                                        |
| 2014-2015. | Пепељуга       |                   | Фиорела Бијанки/Фиорела Орсини Мичел де Ангелес             |
| 2013-2014. | /              |                   | Наталија Пабуена/Наталија Варгас Касерес де Касерес         |
| 2012.      | Понор љубави   |                   | Палома Мендоза Гонзалес де Аранго                           |
| 2010-2011. | Тријумф љубави |                   | Фернанда Сандовал Монтенегро де Роблес                      |